# Mastacembelus simbi
Mastacembelus simbi är en fiskart som beskrevs av Emmanuel Vreven och Melanie L. J. Stiassny 2009. Mastacembelus simbi ingår i släktet Mastacembelus och familjen Mastacembelidae. Inga underarter finns listade i Catalogue of Life.